# Graham Sharman
Graham Sharman (* 18. November 1971 in Bristol, Vereinigtes Königreich) ist ein ehemaliger australischer Bahnradsportler und heutiger Trainer.
Graham Sharman begann im Alter von zwölf Jahren mit dem Radsport, zunächst mit BMX-Rennen. Später wandte er sich dem Bahnradsport zu. Bei den UCI-Bahn-Weltmeisterschaften 1998 in Bordeaux wurde Graham Sharman Vize-Weltmeister im Teamsprint, gemeinsam mit Danny Day und Shane Kelly. Mehrfach errang er auch Podiumsplätze bei Läufen des Bahnrad-Weltcups und wurde viermal australischer Meister.
Sharman wurde in England geboren, wuchs auf in Hongkong und zog später nach Perth. Von 1995 bis 2005 war er mit Rad-Weltmeisterin Lucy Tyler-Sharman verheiratet, die er auch trainierte. 2001 wurde er positiv auf Testosteron getestet und wegen Dopings zwei Jahre gesperrt. Er ging zurück nach England, wo er als Trainer arbeitete.

## Erfolge
1995
- Australischer Meister – Sprint

1996
- Bahnrad-Weltcup in Havanna – 1000-Meter-Zeitfahren

1997
- Bahnrad-Weltcup in Adelaide – 1000-Meter-Zeitfahren

1998
- Weltmeisterschaft – Teamsprint (mit Danny Day und Shane Kelly)